# José Revueltas
José Revueltas Sánchez (* 20. November 1914 in Santiago Papasquiaro, Durango; † 14. April 1976 in Mexiko-Stadt) war ein mexikanischer Schriftsteller, Drehbuchautor und politischer Aktivist.

## Leben
José war der jüngste Sohn der Familie Revueltas Sánchez. Um mehr Zeit für eine autodidaktische Weiterbildung auf dem Gebiet der Literaturwissenschaft zu finden, beendete er seine schulische Karriere auf einer weiterführenden Schule von sich aus. Seine politischen Medien waren das Schreiben, waren seine Drehbücher, politische Mitgliedschaften und der öffentliche Raum. 1928 trat er der Partido Comunista Mexicano bei, von der ihm aber wegen seiner Kritiken an der bürokratischen Vorgehensweise  und der Veröffentlichung seines „Ensayo de un proletariado sin cabeza“ 1943 die Mitgliedschaft gekündigt wurde. Er war Mitbegründer der Liga Espartaquista und der Partido Popular Socialista (PPS), aus der er später ebenfalls wegen seiner Kritiken entlassen wurde.
Wegen seiner politischen Aktivitäten war er mehrfach inhaftiert, erstmals im Alter von 14 und 15 Jahren und noch als Minderjähriger in der Hochsicherheitshaftanstalt auf den Tres-Marias-Inseln. 1958 trat er der Eisenbahnerbewegung bei und wurde erneut verhaftet. Als „intellektueller Schriftsteller“ der Studentenbewegung von 1968 wurde er für das Massaker von Tlatelolco mitverantwortlich gemacht und verbrachte die Haftstrafe im Palacio de Lecumberri von Mexiko-Stadt.
Für seine Werke wurde er im Alter von 60 Jahren mit dem mexikanischen Nationalpreis geehrt. Im Jahr 1976, das Jahr, in dem er verstarb, wurde die Haftanstalt im Palacio de Lecumberri, der sogenannte „Schwarze Palast“, nach 104-jährigem Bestehen geschlossen.

## Werke (Auswahl)

### Novellen und Erzählungen
- „Los muros de agua“ (Die Mauern aus Wasser; 1941), geschrieben während der Inhaftierung auf den Tres-Marias-Inseln
- „El luto humano“ (Die menschliche Trauer; 1943)
- „Dios en la tierra“ (Gott auf Erden; 1944)
- „Los días terrenales“ (Die irdischen Tage; 1949)
- „Los errores“ (Die Fehler; 1964)
- „El apando“ (Die Zelle; 1969), geschrieben während der Inhaftierung im Palacio de Lecumberri
- „Dormir en tierra“ (Schlaf auf dem Erdboden)
- „En algún valle de lágrimas“ (In irgendeinem Tal der Tränen)
- „Los motivos de Caín“ (Die Motive des Kain)
- „Material de los sueños“ (Material der Träume)
- „La palabra sagrada.“ (Das heilige Wort; Anthologie; Prolog und Auswahl: José Agustín)

### Politische Essays
- „Cuestionamientos e intenciones“ (Fragestellungen und Intentionen)
- „Dialéctica de la conciencia“ (Ausdruck der Besinnung)
- „Ensayo sobre un proletariado sin cabeza“ (Essay eines Proletariats ohne Kopf)
- „Ensayos sobre México“ (Essay über Mexiko)
- „Escritos políticos“ (Band I – III; Politische Schriften)
- „México: una democracia bárbara“ (Mexiko: eine barbarische Demokratie)
- „México 68: juventud y revolución“ (Mexiko: Jugend und Revolution)

### Sonstige
- „El conocimiento cinematográfico y sus problemas“ (Cinematographisches Wissen und seine Probleme)
- „El cuadrante de la soledad“ (Der Quadrant der Einsamkeit)
- „Las cenizas“ (Asche, posthum erschienen)
- „Las evocaciones requeridas“ (Band 1 und 2; Erinnerungsbedarf)
- „Tierra y libertad“ (Erde und Freiheit; Drehbuch 1981)
- „Zapata“ (Drehbuch 1995)
- „Visión del Paricutín“